# Nori (plaats)
Nori (Russisch: Нори, officiële naam: Муниципальное образование село Нори) is een plaats (selo) in het district Nadymski binnen het autonome district Jamalië van de Russische oblast Tjoemen in het noorden van West-Siberië. De plaats ligt op de taiga op de oever van een waterloop die uitmondt in de rivier de Pravy Jaroedej ten zuiden van de plaats Nyda. Nori werd gesticht in 1896 net als Nyda en Che als een handelsnederzetting voor visindustrie-eigenaren uit Tobolsk. In de winter kwamen er veel Nenetsen naar de plaats om te handelen in duurzame goederen. In de Sovjettijd werd de kolchoz Rodina ("vaderland") geformeerd, waar rendieren werden gehouden en groot vee. De bevolking hield zich in die tijd bezig met de visserij en de cultivering van landbouwproducten.
Van de ongeveer 450 inwoners zijn 240 leden van een van de "noordelijke volken" (Nenetsen en Komi.
Bestuurlijk centrum: Nadym

Jagelny · Jamburg · Koetopjoegan · Lonjoegan · Nori · Nyda · Pangody · Pravochettinski · Priozerny · Stary Nadym · Zapoljarny